# Desmoloma styracis
Desmoloma styracis är en fjärilsart som beskrevs av Felder 1874. Desmoloma styracis ingår i släktet Desmoloma och familjen tofsspinnare. Inga underarter finns listade i Catalogue of Life.